# Saint-Sauveur-d'Émalleville
Saint-Sauveur-d'Émalleville é uma comuna francesa na região administrativa da Normandia, no departamento de Sena Marítimo. Estende-se por uma área de 7,5 km². Em 2010 a comuna tinha 1 252 habitantes (densidade: 166,9 hab./km²).